# 漏電遮断器

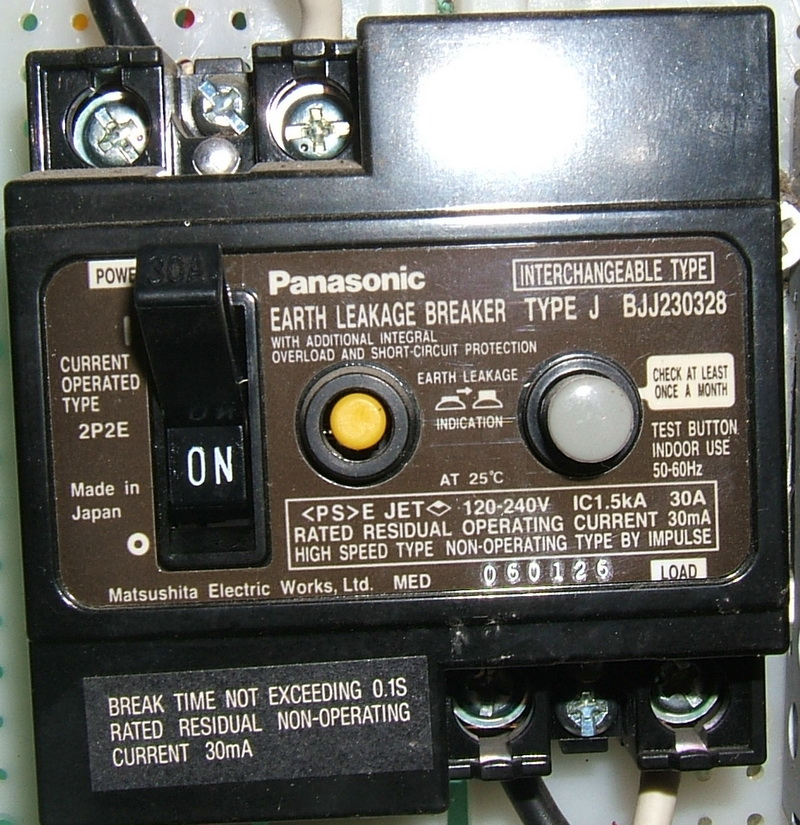
パナソニック製漏電遮断器

漏電遮断器 （ろうでんしゃだんき）または漏電ブレーカー（Earth Leakage Circuit Breaker : ELCB・ELB・ECB、Ground-Fault Circuit Interrupter : GFCI、Residual Current Circuit Breaker : RCCB、Residual Current Device : RCD）とは、漏電による漏れ電流を検出して回路を自動的に遮断する機能をもつ遮断器である。
通常の配線用遮断器が過負荷や短絡による過電流から回路を保護しているのに対し、漏電遮断器は地絡による感電を防止する目的で回路に設けられる。ただし、殆どの製品では過電流遮断機能が付いている。
なお漏電遮断器は地絡事故による感電を防止するのに対し、消防用設備の一種である漏電火災警報機は、地絡事故による火災予防が目的であるため、動作も感度も異なる、配線用の漏電遮断器とは別種の機器である。

## 歴史
チャールズ・ディエール（Charles Francis Dalziel、1904 - 1986年）博士は、1961年カリフォルニア大学バークレー校で可隋電流（離脱電流、Let-go current）を決定する実験の結果等により漏電遮断器（GFCI）を発明し、1965年その特許を取得した。

## 原理
一般住宅などに引き込まれている単相給電線は、柱上変圧器または引込パネルで一線が接地されている（B種接地）。この接地されている側を中性極（ニュートラル、N）と呼び、接地されていない側は電圧極（ライブ、L）と呼ぶ。100V回路では電圧極と中性極の間で、200V回路では二つの電圧極（L1極とL2極）の間で電圧を取り出す。絶縁不良がない回路では、漏電遮断器の二次側で電流の出入りが合計でゼロとなる。
電圧極側の電線に素手で触ったり不良絶縁体（劣化した被覆や埃など）を介して金属部分や湿った表面を持つ建物などに接触すると、電圧極側から人体や建物を介して大地に漏電電流が流れ、漏電電流はB種接地線から漏電遮断器の一次側で変圧器の中性極側に戻ってくる。この時、漏電遮断器の電圧極側から出る電流は、漏電遮断器の中性極側に戻る電流と漏電電流の合計となり、漏電遮断器の二次側で電流の出入りが合計でゼロとならない。漏電遮断器はこの不一致を検出して機械的接点で負荷を遮断する。
従って、絶縁変圧器によって給電側と絶縁されていて大地からも浮いている回路では上記のような感電・漏電は起こり得ず、よって漏電遮断器も効果がない。

## 構成
内部構造は配線用遮断器と似ているが、漏電検出用に零相変流器が組み込まれている。
外側には漏電表示ボタン、テストボタンがついている。漏電によりトリップした場合は漏電表示ボタンが飛び出るため、何が原因でトリップしたのかを区別できる。テストボタンで動作試験が可能。
銘板には定格感度電流、動作時間が表示されている。
実際の器具の形態は以下のような種類がある。
- 分電盤取付のアンペアブレーカー組込：漏電遮断機構を内蔵しているため一般の配線用遮断器より大きくしたり（例えば通常遮断器二つ分）省スペース上同一寸法にしたものもある（ただし遮断接点で生じるアークを消すアークシュート部が小さくなるため遮断性能は悪くなる）
- 壁アウトレット組込：通常のアウトレットと交換可能だが高価（2017年現在通常のアウトレットの20倍から40倍の価格）なので、例えば浴室の1台のGFCIの負荷側から別部屋の洗濯室、便所など複数のアウトレットに配線することもあるが、このような倹約配線では分電盤取付用と同様トリップの原因を把握しづらい
- 電気器具のプラグ部分に組込：ヘアドライヤーのように水回りでの使用が予想されかつ例えば吹出し口に濡れた歯ブラシを突っ込むと電熱線が容易に触れられるような器具や、庭の散水ポンプのような屋外器具には、予め電源コードのプラグ部分にGFCIが備え付けられている製品も多い。ただし同じ水回りの電気器具でも、例えば電動歯ブラシ充電器のように電磁誘導充電（英語版記事）・無接点或いは二次側の低電圧器具はこの限りではない。

## 定格感度電流
定格感度電流は漏電遮断器の感度を表す量で、この値が小さいほど小さな漏電電流で電路を遮断する。単位はミリアンペア（記号: mA）を用いて表され、30mA以下は高感度形、30mA超過で1000mA以下は中感度形、1000mA超過は低感度形と分けられる。
日本の住宅用分電盤の主幹ブレーカーには、主に30mAの高感度型が用いられている。
日本では、低圧用機械器具の金属筐体への接地工事を省略できる条件として、電路に施設する漏電遮断器の定格感度電流を15mA以下としている（電技解釈 第29条 第2項 第五号）。これは電技解釈の解説において、発明者であるディエール博士の実験結果を根拠にして決められていると説明されている。
アメリカのUL規格では次のように定められている。
- 4mA未満の漏洩電流では動作してはならない
- 6mAを超える漏洩電流では動作しなければならない
- 検出後25ms（1/40秒）以内に動作しなければならない

また ANSI/NFPA 70（米国電気工事規程 National Electrical Code）では、以下に該当する場所の住宅の電源はGFCIの設置が義務付けられている。
- 浴室・便所
- 車庫及び付属建物で、地面と同レベルまたは地面より低い床レベルを持ち、収納や作業など居住を目的としない部屋
- 屋外（容易に触れられない恒久的に設置された融雪機を除く）
- 地面と同レベルまたは地面よりレベルの床下
- 地面と同レベルまたは地面より低い床レベルを持ち、収納や作業など居住を目的としない、仕上げされていない（壁や天井がむき出しの）地下室（固定的に設置された火災・侵入報知器を除く）
- 台所のカウンタートップ用
- シンクから6フィート（約1.8m）以内
- 船収納庫

## 注意点
使用時電源と負荷の接続方向に注意が必要である。漏電検出後、トリップさせる回路（トリップ部）の動作停止が電源遮断で行われるため補助接点を内蔵していない漏電遮断器で下側に電源を接続するとトリップコイルを焼損するので、逆接続が可能か確かめる必要がある。
漏電遮断器を正確に動作させる条件として、正確に接地を施す必要がある。地絡電流が流れる際、電流経路のインピーダンスが大きいと地絡電流 が小さくなり零相変流器で感知できない可能性がある。漏電遮断器用の接地を単独で行わない場合は他系統の地絡電流、電位の変動で誤動作する可能性がある。 逆に等電位ボンディング等を施すと、地絡電流が大きくなり頻繁に動作する可能性もある。また、近年のインバータ制御機器の普及により高周波漏れ電流による 誤動作も発生するようになった。この場合はインバータの設定変更やフェライトコアの装備、検出感度の変更等の対処が必要となる。

## その他
住宅分電盤で使われている漏電遮断器では、緑色テストボタンで過電流保護機能を持たない漏電保護専用型を設置する場合がある（アンペアブレーカーを過電流保護と兼用するため。過電流保護付漏電遮断器はテストボタンが赤色）。ただし短絡事故の際、アンペアブレーカーは遮断特性が良くないのでかなり激しいアークを伴う。